# ラズロー・ソード
ラズロー・ソード（Larzlo Sword、2003年5月6日 - ）は、ジャパンラグビーリーグワンリコーブラックラムズ東京に所属するラグビー選手。

## プロフィール
- ポジションはウィング(WTB)、センター(CTB)。
- 身長 193 cm、体重 109 kg

## 略歴
アングリカンチャーチグラマー卒業 後、2022年、リコーブラックラムズ東京に加入。
2025年2月1日に行われたJAPAN RUGBY LEAGUE ONE第6節交流戦神戸スティーラーズ戦にて先発出場でリーグワン公式戦初出場を果たした。